# Karns City
Karns City és una població dels Estats Units a l'estat de Pennsilvània. Segons el cens del 2000 tenia 244 habitants.

## Demografia
Segons el cens del 2000, Karns City tenia 244 habitants, 89 habitatges, i 67 famílies. La densitat de població era de 247,9 habitants per quilòmetre quadrat.
Dels 89 habitatges en un 33,7% hi vivien nens de menys de 18 anys, en un 62,9% hi vivien parelles casades, en un 7,9% dones solteres, i en un 23,6% no eren unitats familiars. En el 16,9% dels habitatges hi vivien persones soles el 12,4% de les quals corresponia a persones de 65 anys o més que vivien soles. El nombre mitjà de persones vivint en cada habitatge era de 2,74 i el nombre mitjà de persones que vivien en cada família era de 3,1.
Per edats la població es repartia de la següent manera: un 26,6% tenia menys de 18 anys, un 6,6% entre 18 i 24, un 28,3% entre 25 i 44, un 21,7% de 45 a 60 i un 16,8% 65 anys o més.
L'edat mediana era de 36 anys. Per cada 100 dones de 18 o més anys hi havia 82,7 homes.
La renda mediana per habitatge era de 32.125 $ i la renda mediana per família de 34.375 $. Els homes tenien una renda mediana de 36.750 $ mentre que les dones 21.042 $. La renda per capita de la població era de 15.290 $. Entorn del 12,5% de les famílies i el 16,7% de la població estaven per davall del llindar de pobresa.

## Poblacions més properes
El següent diagrama mostra les poblacions més properes.